# ریگورد
ریگورد ((به انگلیسی: Rigord)؛ ح. ۱۱۵۰ - ح. ۱۲۰۹) وقایع‌نگار فرانسوی بود که در احتمالا در نزدیکی آلس در لانگداک به دنیا آمده است و توانست طبیب شود. وی نویسنده کتاب گستا فیلیپی آگوستی است که مهم‌ترین منبع روایی ۲۵ سال نخست پادشاهی فیلیپ دوم فرانسه است و اطلاعات جامعی از وضعیت پادشاهی فرانسه طی اواخر قر ۱۲ و ابتدای ۱۳ میلادی ارائه می‌دهد. ریگورد در اثر خود شرح مختصری از وقایع ۱۱۸۷، تدارکات و آمادگی فیلیپ برای حضور در کارزار صلیبی سوم، سیر عزیمت او به شرق تا تصرف عکا و بازگشت پادشاه فرانسه به اروپا ارائه داده است.